# Trematodon brevirostris
Trematodon brevirostris là một loài rêu trong họ Bruchiaceae. Loài này được Hampe mô tả khoa học đầu tiên năm 1866.